# 시큐리티 뱅크
시큐리티 뱅크(영어: Security Bank)는 필리핀의 은행이다.